# Марлетта, Майкл
Майкл Марлетта (Michael A. Marletta; род. 1951, Рочестер, Нью-Йорк) — американский учёный-химик, биохимик, специалист по биологическому окислению и сигнальной трансдукции. Исследователь-первопроходец биосинтеза оксида азота (который до 1985 года считался не образующимся у млекопитающих). Член Национальных Академии наук (2006) и Медицинской академии (1999) США, а также Американского философского общества (2016), доктор философии, профессор Калифорнийского университета в Беркли, исследователь Медицинского института Говарда Хьюза (1997-2001).
Окончил State University of New York at Fredonia (бакалавр наук и биологии, 1973). Затем в 1977?8 году в Калифорнийском университете в Сан-Франциско получил степень доктора философии по фармацевтической химии. Состоял в штате Массачусетского технологического института и именным профессором (John G. Searle Professor) Мичиганского университета, а с 2001 года в Калифорнийском университете в Беркли, где до 2012 года работал в колледже химии, также заведовал кафедрой химии. С 1997 по 2001 год исследователь Медицинского института Говарда Хьюза. В 2006 году соучредитель биотехнологической компании Omniox.
С 2012 по 2015 год президент и CEO Scripps Research Institute в Ла-Хойя.
Член редколлегии PNAS.
Член Американской академии искусств и наук (2001).
Автор более 200 научных работ, имеет патенты США.

## Награды и отличия
- Стипендия Мак-Артура (1995)[2]
- Harrison Howe Award (2004)
- Repligen Corporation Award in Chemistry of Biological Processes[англ.] (2007)
- Emil T. Kaiser Award, Protein Society[англ.] (2007)
- Gustavus John Esselen Award for Chemistry in the Public Interest Северо-Восточной секции Американского химического общества (2007)[5]
- AASCU[англ.] Distinguished Alumnus Award (2014)
- Alfred Bader Award for Bioinorganic/Bioorganic Chemistry (2015)
- UCSF 150th Anniversary Alumni Excellence Award (2015)
- Почётный доктор Университета штата Нью-Йорк (2018)[6]